# Pilocereus curtisii
Pilocereus curtisii là một loài thực vật có hoa trong họ Cactaceae. Loài này được (Otto ex Pfeiff.) Salm-Dyck miêu tả khoa học đầu tiên năm 1845.